# Черкежени (Ботошани)
Черкежени (рум. Cerchejeni) насеље је у Румунији у округу Ботошани у општини Бландешти. Oпштина се налази на надморској висини од 88 m.

## Становништво
Према подацима из 2002. године у насељу је живело 927 становника, од којих су сви румунске националности.